# Liste von Persönlichkeiten der Stadt Miami
Die Liste von Persönlichkeiten der Stadt Miami enthält Personen, die in Miami im US-Bundesstaat Florida geboren wurden, sowie solche, die in Miami ihren Wirkungskreis hatten, ohne hier geboren zu sein. Beide Abschnitte sind jeweils chronologisch nach dem Geburtsjahr sortiert. Die Liste erhebt keinen Anspruch auf Vollständigkeit.

## In Miami geborene Persönlichkeiten

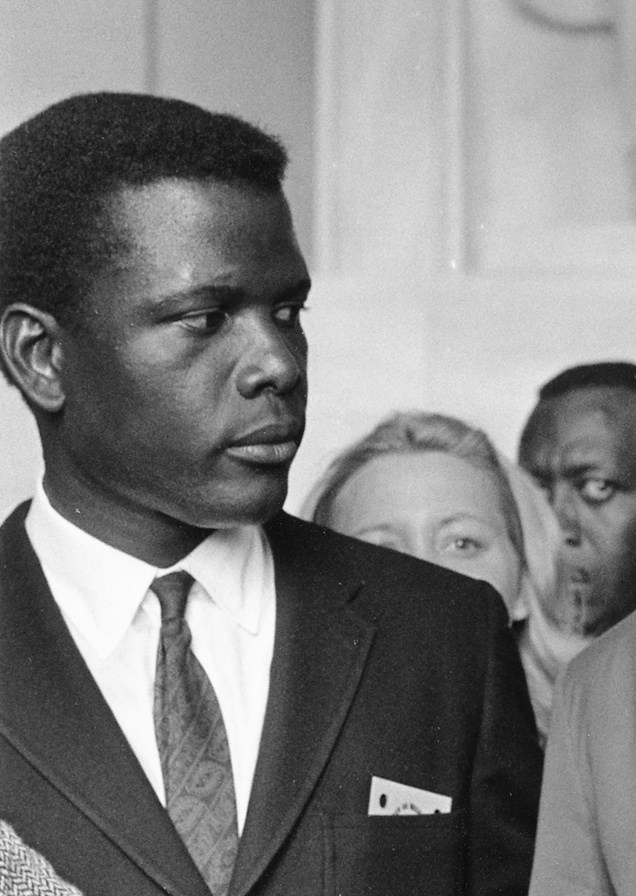
Sidney Poitier

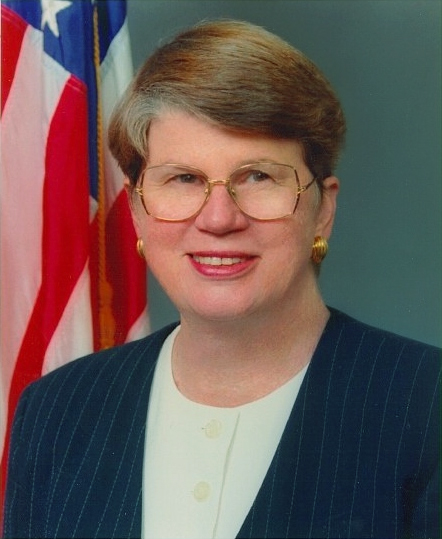
Janet Reno

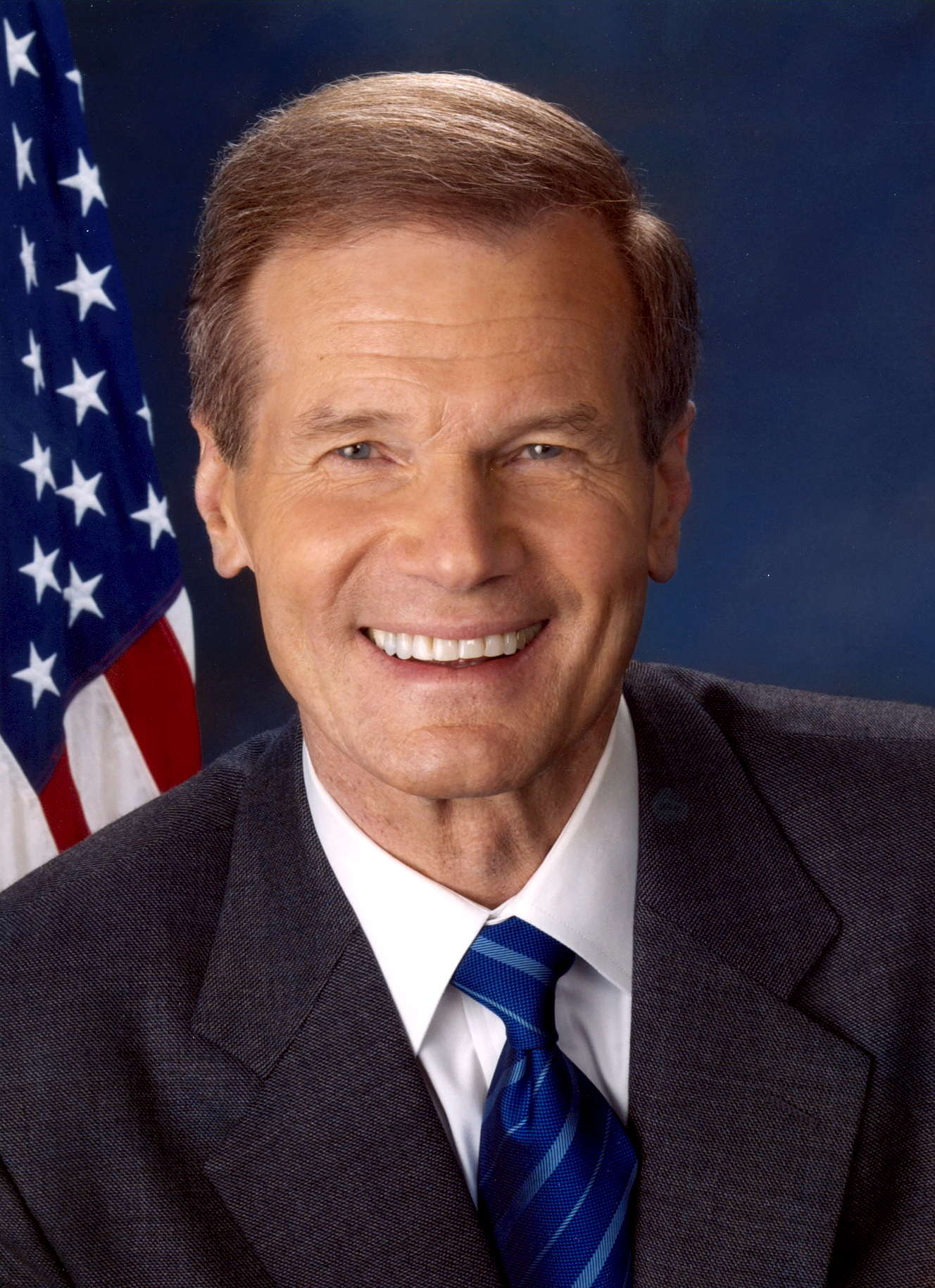
Bill Nelson

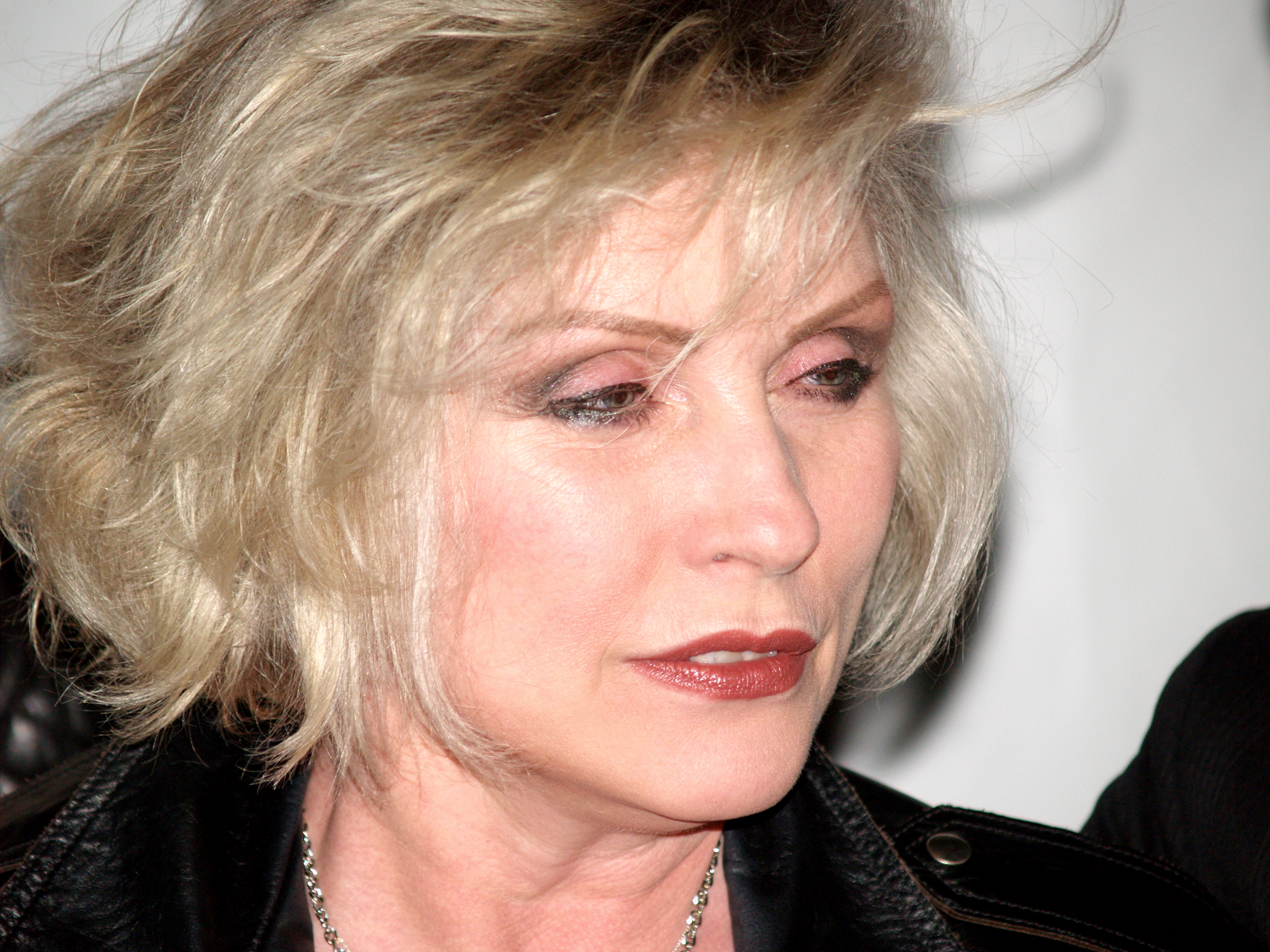
Deborah Harry

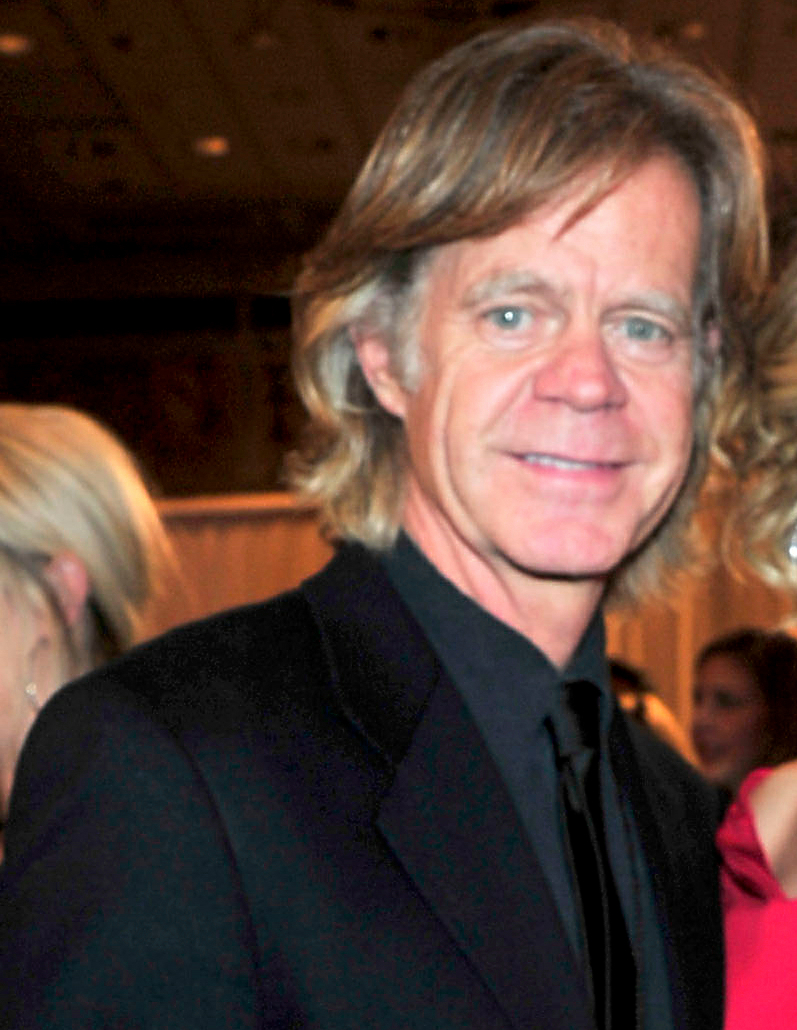
William H. Macy

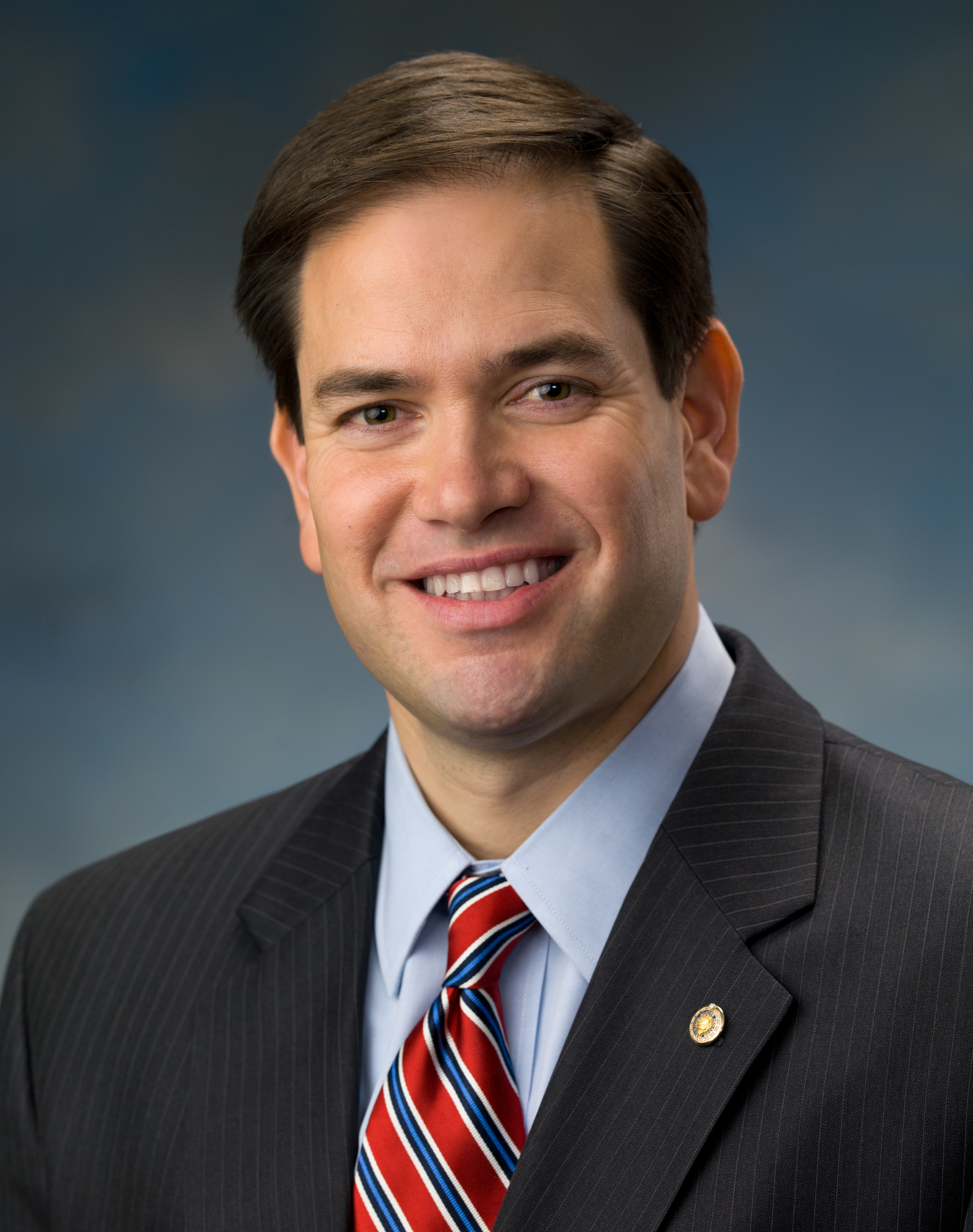
Marco Rubio

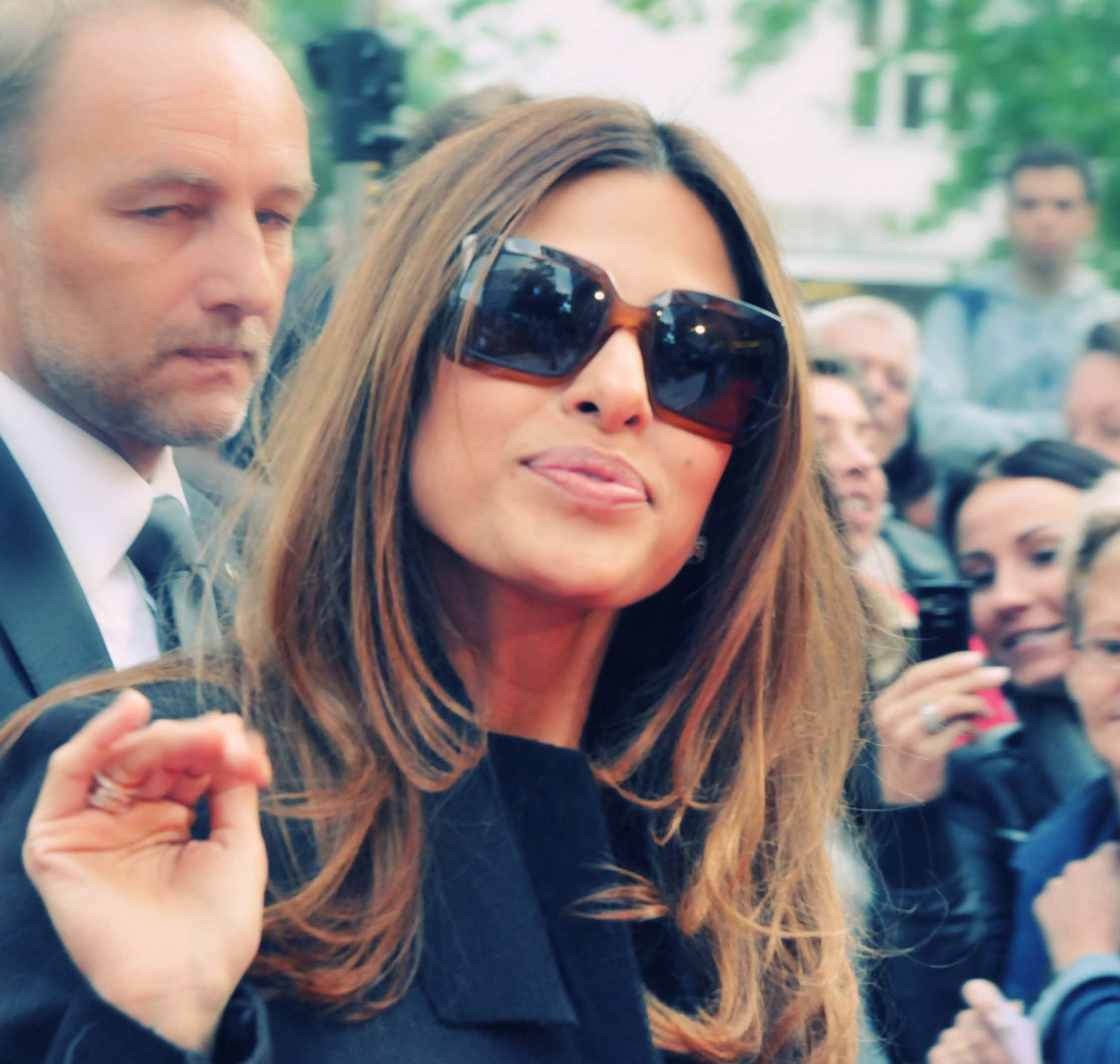
Eva Mendes

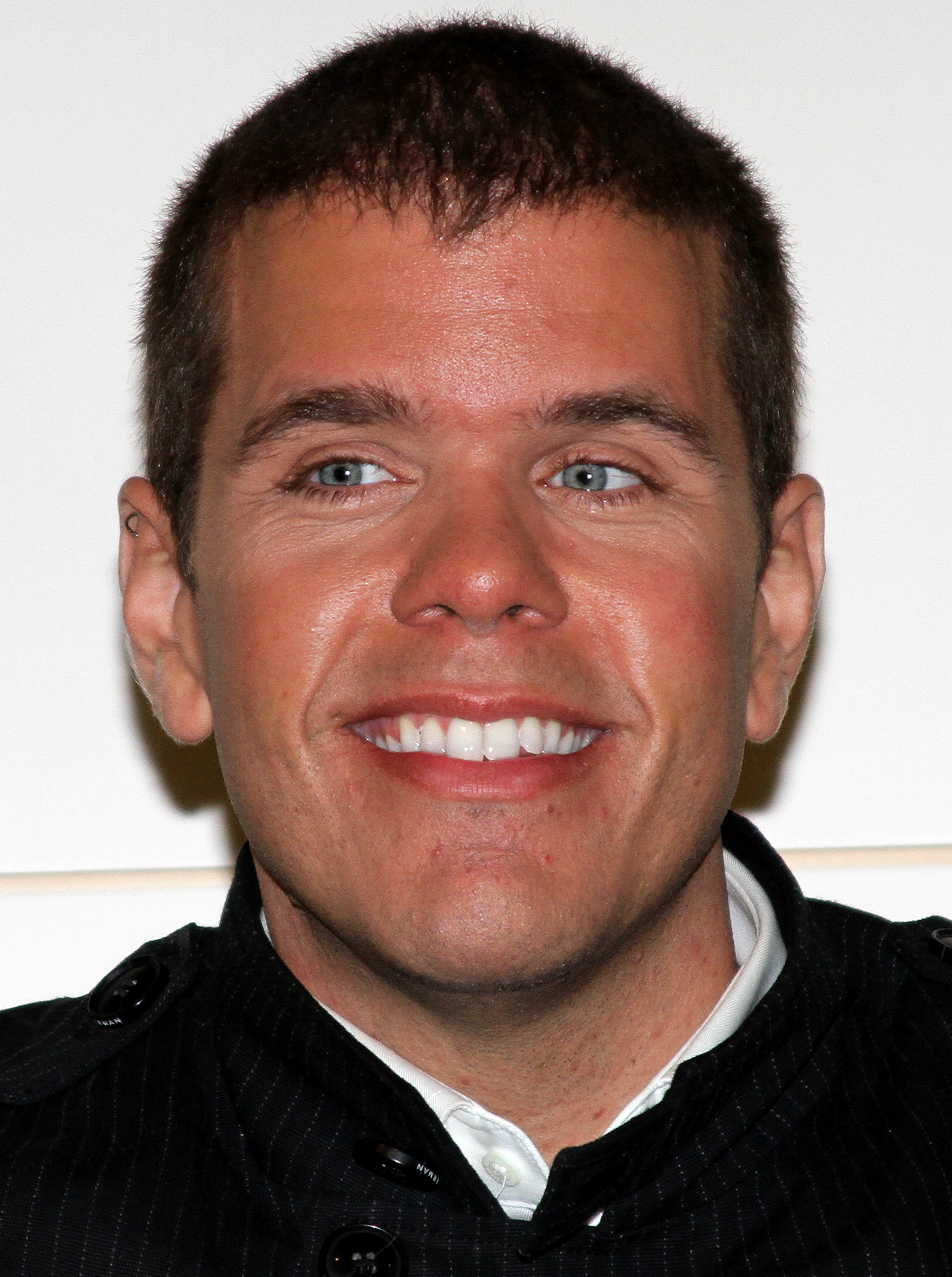
Perez Hilton

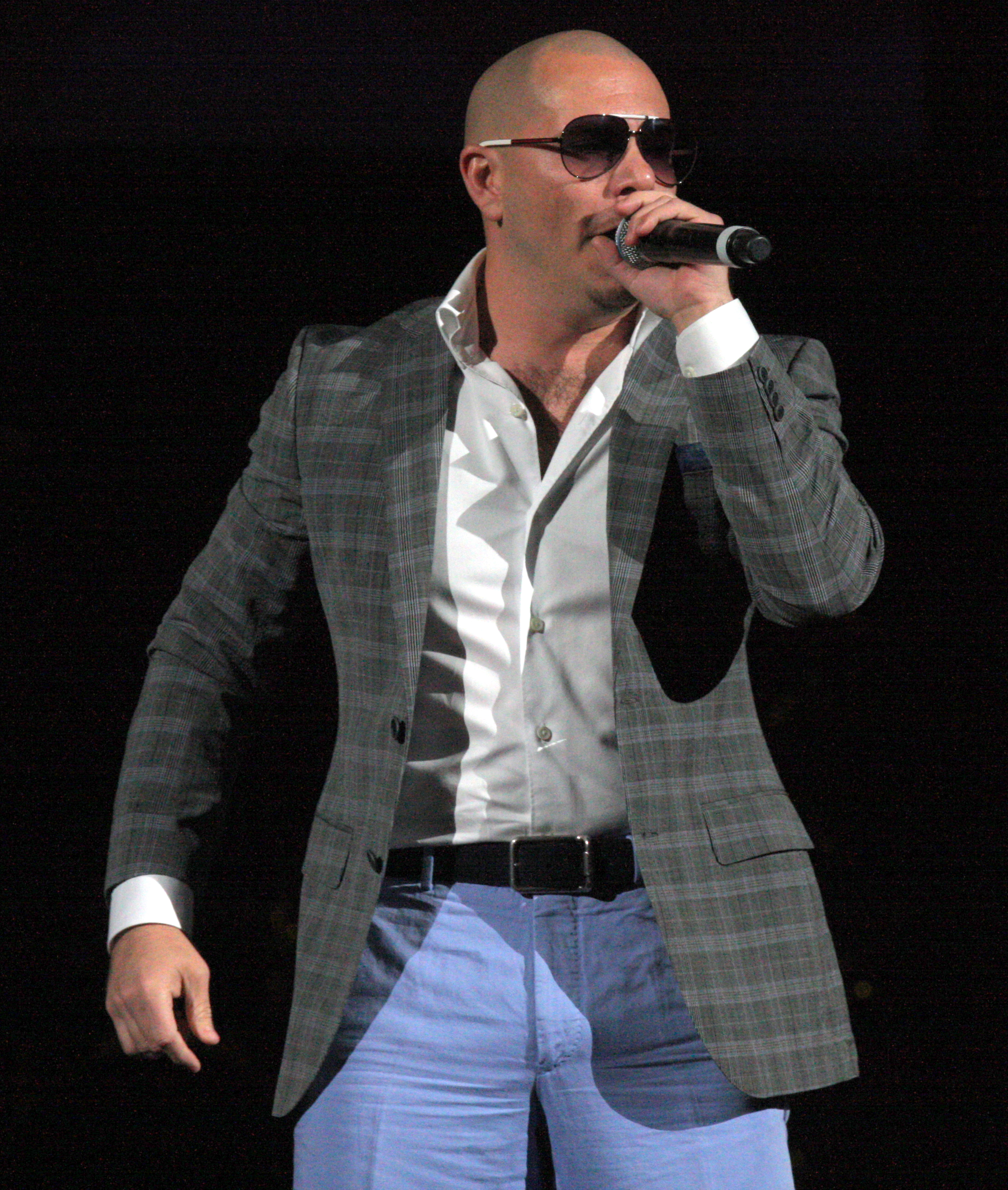
Pitbull

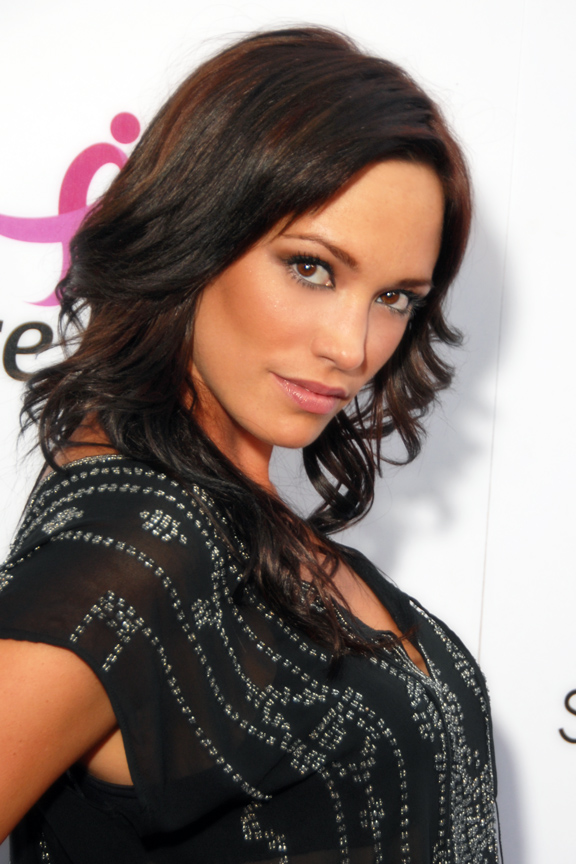
Jessica Sutta

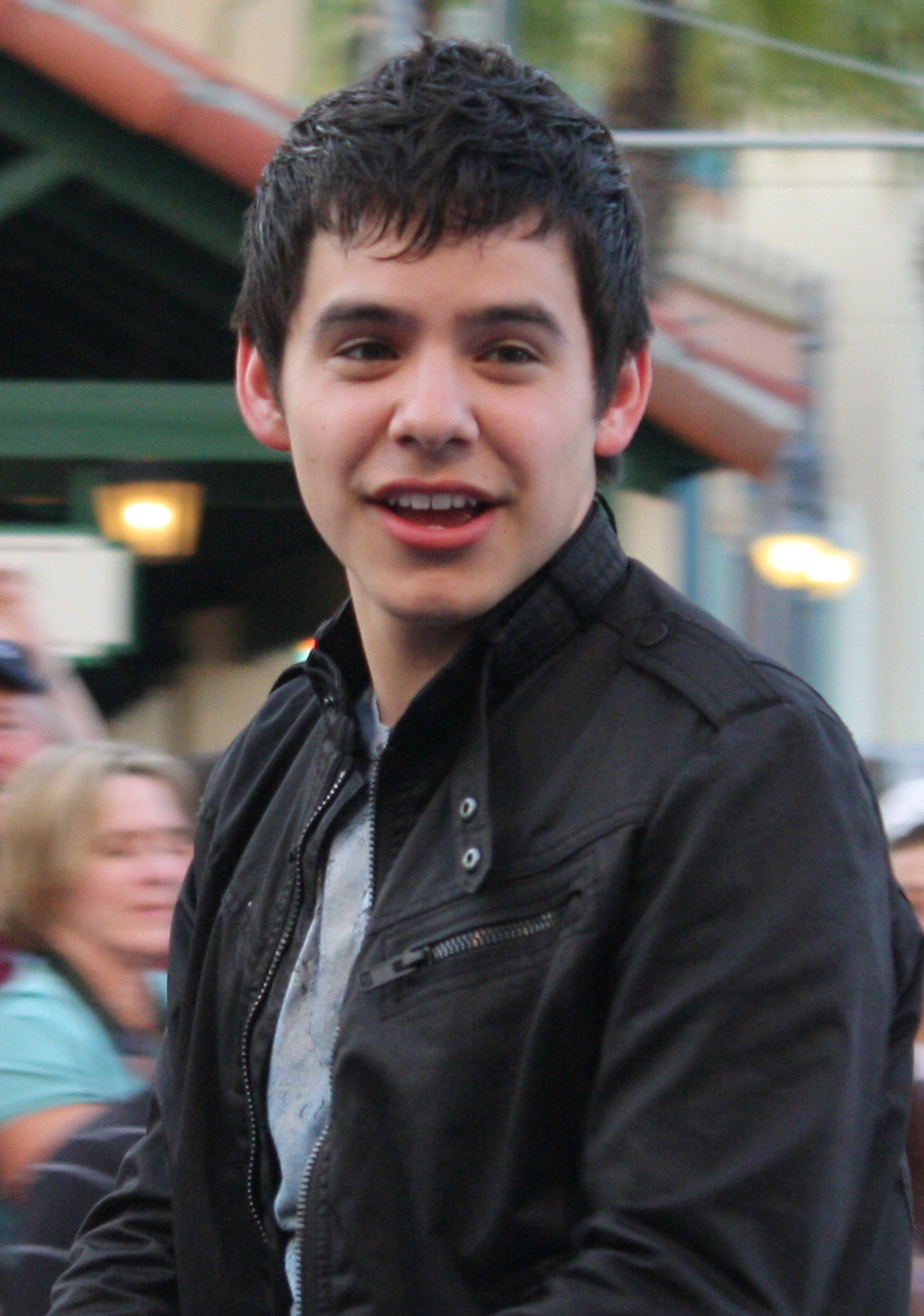
David Archuleta

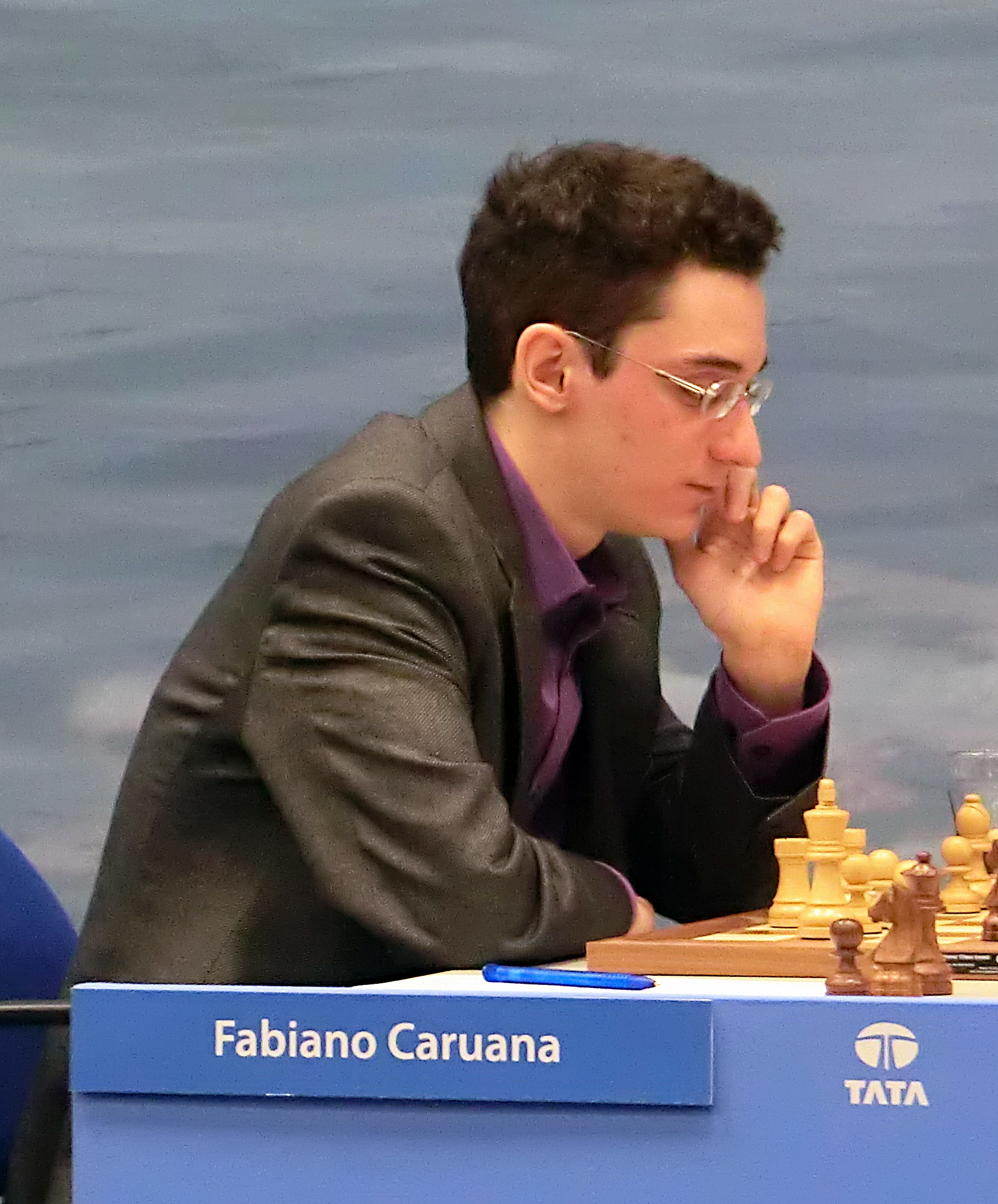
Fabiano Caruana

- Corinne Oviedo, Sängerin, Komponistin, Arrangeurin und Produzentin lateinamerikanischer Musik

### Bis 1940
- Cedric Wallace (1909–1985), Jazz-Bassist
- George Kelly (1915–1998), Jazz-Tenorsaxophonist, Sänger und Arrangeur
- Panama Francis (1918–2001), Jazz-Schlagzeuger
- Lew Allen Jr. (1925–2010), General der US Air Force
- Herbie Jones (1926–2001), Jazzmusiker
- Donald W. Peaceman (1926–2017), Mathematiker und Chemieingenieur
- Phil Hill (1927–2008), Autorennfahrer
- Sidney Poitier (1927–2022), Schauspieler und Regisseur
- Marion Williams (1927–1994), Gospelsängerin
- Lloyd Casner (1928–1965), US-amerikanischer Autorennfahrer
- Roxie Roker (1929–1995), Schauspielerin
- Charles Austin (1930–2024), Jazzmusiker
- Blue Mitchell (1930–1979), Jazzmusiker
- William Benedict Friend (1931–2015), Bischof
- Willis Jackson (1932–1987), Jazzmusiker
- Mickey Roker (1932–2017), Jazzmusiker
- Joan Murrell Owens (1933–2011), Meeresbiologin und Hochschullehrerin
- Jimmy Garrison (1934–1976), Jazzmusiker
- Al Hendrix (1934–2021), Rock’n’Roll- und Country-Musiker
- Willie Pastrano (1935–1997), Boxer
- George Baumann (* 1936), amerikanisch-deutscher Indologe und Bibliothekar
- Bobby Allison (1937–2024), Autorennfahrer
- John Graves (* 1937), Autorennfahrer
- Janet Reno (1938–2016), Juristin und Politikerin
- Jimmy Voytek (1938–1980), Country- und Rockabilly-Musiker
- William Benjamin Lenoir (1939–2010), Astronaut
- Joe McPhee (* 1939), Jazzmusiker
- Thalmus Rasulala (1939–1991), Film- und Theaterschauspieler
- E. Clay Shaw (1939–2013), Jurist und Politiker
- Walter A. Starck (* 1939), Meeresbiologe, Ichthyologe, Korallenriffexperte und Unterwasserfotograf
- Kent Westberry (* 1939), Country- und Rockabilly-Musiker sowie Songschreiber
- Ellen Taaffe Zwilich (* 1939), Violinistin und Komponistin
- Gary Belcher (1940–2018), US-amerikanischer Autorennfahrer
- Herb Francis (1940–1988), Radsportler
- Paul Kelly (1940–2012), Soul- und R-'n'-B-Sänger
- Lewis Spratlan (1940–2023), Komponist und Hochschullehrer

### 1941 bis 1950
- Ed Roberts (1941–2010), Unternehmer
- Bill Nelson (* 1942), Politiker und Astronaut
- Shirley Stobs (* 1942), Schwimmerin
- Frederica Wilson (* 1942), Politikerin
- William Calley (1943–2024), Offizier
- Hugh Wilson (1943–2018), Regisseur, Produzent und Drehbuchautor
- Steve Carlton (* 1944), Baseballspieler
- Dennis Donahue (* 1944), Biathlet
- Deborah Harry (* 1945), Sängerin und Schauspielerin
- Ben Vereen (* 1946), Film- und Theaterschauspieler sowie Prediger
- Bob Vila (* 1946), kubanisch-US-amerikanischer Moderator
- Linda Haynes (1947–2023), Schauspielerin
- Donna Jo Napoli (* 1948), Schriftstellerin
- Charlie Waters (* 1948), American-Football-Spieler
- Lawrence Kasdan (* 1949), Regisseur, Drehbuchautor und Schauspieler
- Sam Pilafian (1949–2019), Tubaspieler
- Michael W. Young (* 1949), Chronobiologe und Professor
- Craig Zadan (1949–2018), Filmproduzent
- Pamela Kruse (* 1950), Schwimmerin
- William H. Macy (* 1950), Schauspieler
- Winston Elliott Scott (* 1950), Astronaut

### 1951 bis 1960
- Larry Black (1951–2006), Sprinter und Olympiasieger
- Teri DeSario (* 1951), Sängerin
- Gerald Tinker (* 1951), Sprinter und Olympiasieger
- Scott Adams (* 1952), Programmierer und Computerspiel-Pionier
- Glenn W. Most (* 1952), Altphilologe
- Betty Wright (1953–2020), Soul-Sängerin
- Judy Cheeks (* 1954), Disco-, Pop- und House-Sängerin
- Terri Gibbs (* 1954), Country- und Gospelsängerin
- Carmen Lundy (* 1954), Jazzmusikerin
- Carol M. Browner (* 1955), Politikerin
- Fernando Bujones (1955–2005), Tänzer und Choreograf
- Julio Oscar Mechoso (1955–2017), Schauspieler
- Patricia Cornwell (* 1956), Schriftstellerin
- Curtis Lundy (* 1956), Jazz-Bassist, Komponist und Produzent
- Roberto Musacchio (* 1956), italienischer Politiker
- Jack Sherman (1956–2020), Studiomusiker
- Kurt Thomas (1956–2020), Gerätturner, erster US-Weltmeister im Turnen
- Robert Thomas, Jr. (* um 1956), Jazzmusiker
- Debbie Cameron (* 1958), Sängerin
- Amy Thomson (* 1958), Schriftstellerin
- Mark Adler (* 1959), Informatiker und Raumfahrtingenieur
- Catherine Keener (* 1959), Schauspielerin
- Terri Garber (* 1960), Schauspielerin
- Fiona Hutchison (* 1960), britisch-US-amerikanische Schauspielerin
- Samuel Moreno Rojas (1960–2023), kolumbianischer Politiker und Rechtsanwalt
- Blaine Willenborg (* 1960), Tennisspieler

### 1961 bis 1980
- David Binney (* 1961), Jazz-Altsaxophonist und Komponist
- Nelson Jesus Perez (* 1961), römisch-katholischer Geistlicher, Erzbischof von Philadelphia
- Adolfo Constanzo (1962–1989), mexikanischer Serienmörder
- Eric Boe (* 1964), Astronaut
- Kelly Reichardt (* 1964), Drehbuchautorin und Regisseurin
- Bruce Armstrong (* 1965), American-Football-Spieler
- Olivia Barash (* 1965), Schauspielerin
- Kristin Minter (* 1965), Schauspielerin
- Andrea Vicari (* 1965), britische Jazzpianistin, Komponistin und Hochschullehrerin
- Maria Canals-Barrera (* 1966), Schauspielerin
- Kathy Castor (* 1966), Politikerin
- Carl Hart (* 1966), Neurowissenschaftler, Psychologe und Hochschullehrer
- Dorothy Hindman (* 1966), Komponistin und Musikpädagogin
- Anthony Mason (1966–2015), Basketballspieler
- Kendrick Meek (* 1966), Politiker
- Terell Stafford (* 1966), Jazztrompeter
- Meadow Williams (* 1966), Schauspielerin und Produzentin
- Teresita Fernández (* 1968), Installationskünstlerin, Bildhauerin und Fotografin
- Tim Lester (1968–2021), American-Football-Spieler
- Larry Brown (* 1969), American-Football-Spieler
- Francisco Montana (* 1969), Tennisspieler
- Matt Gerald (* 1970), Schauspieler
- Scott Novak (1971), NFL-Schiedsrichter
- Marco Rubio (* 1971), Politiker
- Eric Garcia (* 1972), Schriftsteller und Autor
- Chuck Todd (* 1972), Journalist und Fernsehmoderator
- Persia White (* 1972), Schauspielerin und Musikerin
- Trick Daddy (* 1973), Rapper
- Enrique Murciano (* 1973), Schauspieler
- Mel Rodriguez (* 1973), Schauspieler
- Myron Walden (* 1973), Jazzmusiker
- Eva Mendes (* 1974), Schauspielerin und Model
- Mari Morrow (* 1974), Schauspielerin
- Danny Pino (* 1974), Schauspieler
- Jacki-O (* 1975), Rapperin
- Dedric Taylor (* 1975), Basketballschiedsrichter
- Sage Francis (* 1976), Hip-Hop-Musiker
- Natalie Gold (* 1976), Schauspielerin
- Mike McKenzie (* 1976), American-Football-Spieler
- Derek Phillips (* 1976), Schauspieler
- Prefuse 73 (* 1976), Produzent, Komponist, Musiker und DJ
- Jennifer Rodriguez (* 1976), Eisschnellläuferin
- Steve Aoki (* 1977), Electro-House-DJ und Musikproduzent
- Cristie Kerr (* 1977), Profigolferin
- Hugo Armando (* 1978), Tennisspieler
- John Goble (* 1978), Basketballschiedsrichter
- Perez Hilton (* 1978), Blogger
- Chad Johnson (* 1978), American-Football-Spieler
- Robert Mizrachi (* 1978), Pokerspieler
- Graydon Oliver (* 1978), Tennisspieler
- Otto von Schirach (* 1978), IDM- und Breakcore-Musiker
- Andrew Gillum (* 1979), Bürgermeister von Tallahassee
- Marcus Strickland (* 1979), Jazz-Saxophonist
- James Jones (* 1980), Basketballspieler
- Wilmer Valderrama (* 1980), Schauspieler, Synchronsprecher und Filmproduzent

### 1981 bis 1990
- Jacyn Goble (* 1981), Basketballschiedsrichter
- Andre Johnson (* 1981), American-Football-Spieler
- Michael Mizrachi (* 1981), Pokerspieler
- Pitbull (* 1981), Rapper
- Karen Russell (* 1981), Schriftstellerin
- Jin Au-Yeung (* 1982), Rapper und Schauspieler
- Winsome Frazier (* 1982), Basketballspieler
- Natalie Garza (* 1982), Schauspielerin
- Nicole Garza (* 1982), Schauspielerin
- Jessica Sutta (* 1982), Sängerin und Tänzerin
- Michael Yarmush (* 1982), kanadischer Schauspieler und Synchronsprecher
- Ana Ayora (* 1983), Schauspielerin
- Diora Baird (* 1983), Schauspielerin und Model
- Andre Berto (* 1983), haitianisch-US-amerikanischer Boxer
- Jonathan James (1983–2008), Black-Hat-Hacker
- Ice LaFox (* 1983), Pornodarstellerin
- Patrick Murphy (* 1983), Politiker
- Harmony Rose (* 1983), Pornodarstellerin
- Sean Taylor (1983–2007), American-Football-Spieler
- Tiffany Williams (* 1983), Hürdenläuferin
- Chrissie Fit (* 1984), Filmschauspielerin
- Natalie Martinez (* 1984), Schauspielerin und Model
- Enrique Tarrio (* 1984), rechtsextremer Aktivist
- Trevor Ariza (* 1985), Basketballspieler
- Lina Esco (* 1985), Schauspielerin und Regisseurin
- Sylvia Fowles (* 1985), Basketballspielerin
- Yani Gellman (* 1985), Schauspieler
- Blake Ross (* 1985), Softwareentwickler
- Lauren Leech (* 1986), Schauspielerin
- Christiana Leucas (* 1986), Schauspielerin und Model
- Jamie Noel (* 1986), Schauspielerin
- Crystal Renn (* 1986), Model
- Kevin Smith (* 1986), American-Football-Spieler
- Josie Loren (* 1987), Schauspielerin
- Patrick Robinson (* 1987), American-Football-Spieler
- Génesis Rodríguez (* 1987), Schauspielerin
- Uffie (* 1987), Sängerin und Rapperin
- Hans Pienitz (* 1988), US-amerikanisch-deutscher Eishockeyspieler
- David Del Rio (* 1988), Schauspieler
- Alexa Vega (* 1988), Schauspielerin
- Bryan Arguez (* 1989), Fußballspieler
- David Espinoza (* 1989), Bahnradsportler
- Penny Pax (* 1989), Pornodarstellerin
- Cécile McLorin Salvant (* 1989), Jazzsängerin
- T. Y. Hilton (* 1989), Footballspieler
- David Archuleta (* 1990), Popsänger
- Brigitte Kali Canales (* 1990), Schauspielerin, Synchronsprecherin und Regisseurin
- Lavonte David (* 1990), American-Football-Spieler
- Johanna Driest (* 1990), deutsche Schriftstellerin
- Sean Kingston (* 1990), Sänger
- Geno Smith (* 1990), American-Football-Spieler

### 1991 bis 2000
- Allen Hurns (* 1991), Footballspieler
- Kemal Ishmael (* 1991), Footballspieler
- Jeanine Mason (* 1991), Schauspielerin und Tänzerin
- Lamar Miller (* 1991), Footballspieler
- Dillon Travers (* 1991), britisch-caymanischer Skirennläufer
- Ruben Carter (* 1992), American- und Canadian-Football-Spieler
- Fabiano Caruana (* 1992), amerikanisch-italienischer Schachspieler
- Jordan Cox (* 1992), Tennisspieler
- Paulina Gaitán (* 1992), mexikanische Schauspielerin
- Eddie Lovett (* 1992), Hürdenläufer
- Nina Reber (* 1992), Schweizer Sängerin
- Kareem Valentine (* 1992), antiguanischer Schwimmer
- Tray Walker (1992–2016), American-Football-Spieler
- Brandon Flynn (* 1993), Schauspieler
- Stephon Tuitt (* 1993), American-Football-Spieler
- Amari Cooper (* 1994), Footballspieler
- Ereck Flowers (* 1994), Footballspieler
- Ashleigh Johnson (* 1994), Wasserballspielerin
- Ebony Morrison (* 1994), amerikanisch-liberianische Hürdenläuferin
- Noah Silver (* 1994), amerikanisch-französischer Schauspieler
- Abella Danger (* 1995), Pornodarstellerin
- Victoria Duval (* 1995), Tennisspielerin
- Aiyanna Stiverne (* 1995), kanadische Sprinterin
- Lloydricia Cameron (* 1996), jamaikanische Kugelstoßerin
- Noah Centineo (* 1996), Schauspieler
- Carlton Davis (* 1996), American-Football-Spieler
- Pietro Fittipaldi (* 1996), brasilianischer Automobilrennfahrer
- Lauren Jauregui (* 1996), Sängerin
- Kayla White (* 1996), Sprinterin
- Adam Irigoyen (* 1997), Schauspieler und Synchronsprecher
- Alexandar Lasarow (* 1997), bulgarischer Tennisspieler
- Stefania LaVie Owen (* 1997), Schauspielerin
- Timothy McIntosh (* 1997), Volleyballspieler
- Adriana Reami (* 1997), Tennisspielerin
- Selah Marley (* 1998), Model
- Tutu Atwell (* 1999), American-Football-Spieler
- James Cook (* 1999), American-Football-Spieler
- Sandor Delgado (* 1999), Bahnradsportler
- Ricardo Hurtado (* 1999), Schauspieler
- Mavrick Moreno (* 1999), Schauspieler
- Sofia Sewing (* 1999), Tennisspielerin
- Twanisha Terry (* 2000), Sprinterin

### Ab 2001
- Blaise Bicknell (* 2001), jamaikanisch-US-amerikanischer Tennisspieler
- Emelia Chatfield (* 2001), haitianisch-US-amerikanische Hürdenläuferin
- Enzo Fittipaldi (* 2001), brasilianischer Automobilrennfahrer
- Konrad de la Fuente (* 2001), Fußballspieler
- Anthony Richardson (* 2001), American-Football-Spieler
- Briana Williams (* 2002), jamaikanische Sprinterin
- Benjamin Cremaschi (* 2005), US-amerikanisch-argentinischer Fußballspieler

## Bekannte Einwohner von Miami

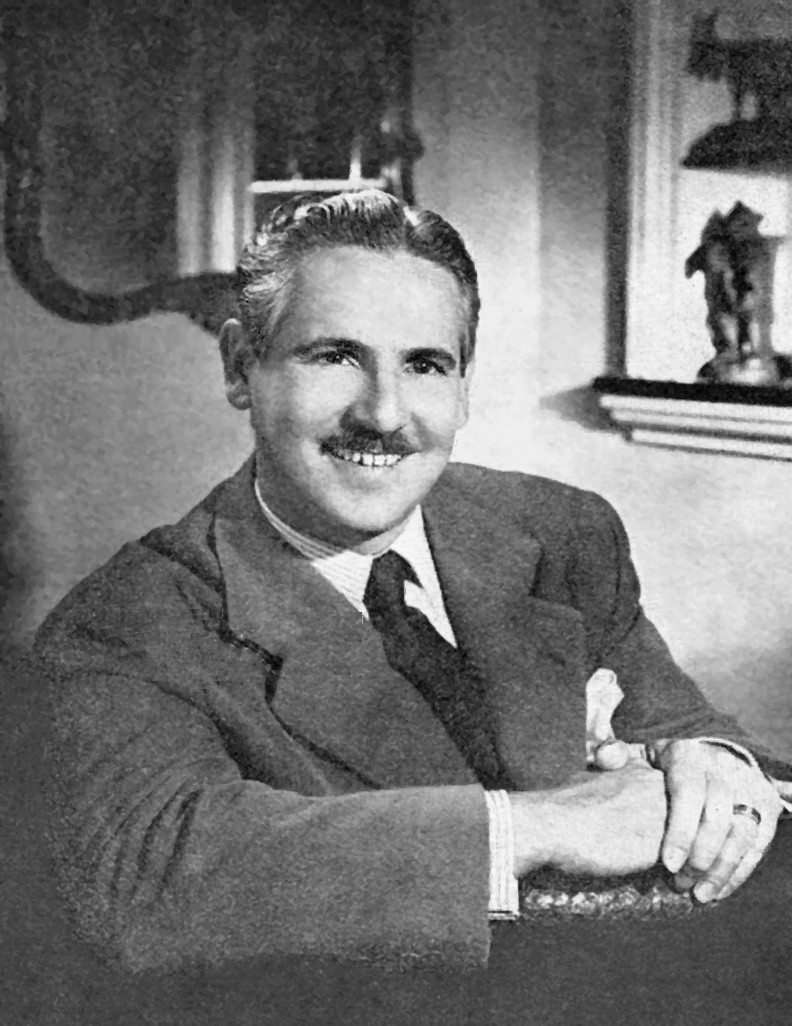
Carlos Prío

- Leo Reisman (1897–1961), Violinist und Bigband-Leader
- Carlos Prío (1903–1977), Präsident der Republik Kuba
- Alfredo Enrique Peralta Azurdia (1908–1997), Präsident von Guatemala
- Luis Rodríguez (1937–1996), kubanischer Boxer
- Pedro Carmona (* 1941), venezolanischer Industrieller
- Barry Gibb (* 1946), Bandleader Popgruppe Bee Gees, Musikproduzent
- Melton Mustafa (1947–2017), Jazzmusiker und Musikpädagoge
- Mario Diaz-Balart (* 1961), Politiker
- Ivan (* 1962), spanischer Popsänger
- Mike Lowell (* 1974), Baseballspieler
- Enrique Iglesias (* 1975), spanischer Popsänger
- Castro Supreme (* 1976), Pornodarsteller und Model
- Kirsten Price (* 1981), kanadische Pornodarstellerin
- Prinzessin Madeleine von Schweden (* 1982), jüngste Tochter von König Carl Gustaf und Königin Silvia von Schweden
- Simon Desue  (* 1991), deutscher Youtuber
- Jessie Andrews (* 1992), Pornodarstellerin